# Ellen Tise
Ellen Remona Tise (née le 29 octobre 1961) est une bibliothécaire sud-africaine, présidente de la Fédération internationale des associations et institutions de bibliothèques (IFLA) de 2009 à 2011, sous le thème "Les bibliothèques favorisant l'accès au savoir (A2K)". Son travail s'est concentré sur les associations de bibliothèques et le libre accès promu par le secteur des bibliothèques. 

## Carrière
Tise a été la première présidente de la Library and Information Association of South Africa (LIASA) poste qu'elle a occupé pendant les périodes 2000-2002 et 1998-2000. Elle a été présidente de la Fédération internationale des associations de bibliothécaires et des bibliothèques (IFLA) au cours de la période 2009-2011. Depuis janvier 2006, elle occupe le poste de directrice principale des services de bibliothèque et d'information à l'Université de Stellenbosch en Afrique du Sud. Elle est l'actuelle présidente du Comité consultatif sur la liberté d'accès à l'information et la liberté d'expression (FAIFE) de l'IFLA pour la période 2019-2021 et elle est membre honoraire du LIASA, de l'IFLA et du Lubutu Library Partners Advisory Planche,. 

## Prix et autres distinctions
Parmi les distinctions qu'elle a reçues pour son travail de bibliothèque:  
- Membre honoraire de la Fédération internationale des associations de bibliothécaires et des bibliothèques - IFLA - 2012
- Membre d'honneur de la Library and Information Association of South Africa - LIASA - 2007